# Tom Courtenay
Sir Thomas Daniel Courtenay (Kingston upon Hull, Anglaterra, 25 de febrer de 1937) és un actor anglès. Courtenay va aparèixer en nombroses pel·lícules reeixides durant els anys 1960, incloent The Loneliness of the Long Distance Runner,  Billy Liar i  Doctor Givago (1965). Des de mitjans dels anys 1960, Courtenay s'ha concentrat principalment en el treball teatral. El febrer de 2001, va ser nomenat cavaller pels seus serveis al cinema i teatre.

## Biografia

### Primers anys
Courtenay va néixer a Kingston upon Hull, fill d'Anne Eliza i Thomas Henry Courtenay, un pintor de bots. Allà va anar a la Kingston High School . Posteriorment va estudiar drama en la  Royal Academy of Dramatic Art  (RADA) a Londres.

### Carrera
Courtenay va realitzar el seu debut teatral el 1960 amb la companyia teatral de l'Old Vic en el Royal Lyceum Theatre d'Edimburg. El 1961, va interpretar el personatge principal en una producció de  Billy Liar  en el Cambridge Theatre. Posteriorment, interpretaria el mateix paper en l'adaptació cinematogràfica de la novel·la, dirigida per John Schlesinger.
El debut cinematogràfic de Courtenay va ser la pel·lícula de 1962  Private Potter  dirigida per Caspar Wrede, que l'havia observat mentre estudiava a la RADA. Poc després, va aparèixer en The Loneliness of the Long Distance Runner, dirigida per Tony Richardson i a 'Billy Liar'. Per la seva actuació en The Loneliness of the Long Distance Runner , Courtenay va guanyar el Premi BAFTA a l'actor més prometedor el 1962. El 1965, Courtenay va interpretar el líder revolucionari Pasha Antipov a Doctor Givago. Per aquesta actuació, va ser nomenat a l'Oscar al millor actor secundari. Altres treballs cinematogràfics coneguts són: King & Country , dirigida per Joseph Losey, i La nit dels generals, dirigida per Anatole Litvak.
Malgrat l'atenció que va rebre per les seves aparicions en aquestes pel·lícules, Courtenay ha manifestat que no està particularment interessat a actuar a la pantalla gran. Des de mitjans dels anys 1960, Courtenay es va començar a concentrar en el seu treball teatral. El 1966, va iniciar una llarga relació amb l'acabat de crear Royal Exchange Theatre de Manchester, treballant sota la direcció de Caspar Wrede. Els seus primers papers van ser a les obres  The Rivals  de Richard Brinsley Sheridan i El príncep d'Homburg  de Heinrich von Kleist. Des d'aleshores, ha interpretat una varietat de personatges, incloent els personatges principals de El rei Lear en una producció de 1999 i en una de L'oncle Vània, el 2001
La relació entre Courtenay i Wrede va continuar durant els anys. Va interpretar el paper principal a  One Day in the Life of Ivan Denisovich , adaptació cinematogràfica d' Un dia a la vida d'Ivan Denisovich  d'Aleksandr Soljenitsin, dirigida per Wrede. Posteriorment, Courtenay va aparèixer a  The Dresser  al costat d'Albert Finney. Ambdós van rebre nominacions a l'Oscar al millor actor el 1983, encara que van perdre davant de Robert Duvall. El 1991, va interpretar William Bentley a Let Him Have It .
Tot i que el seu treball per a la televisió i la ràdio ha estat relativament menor, Courtenay ha participat en diverses produccions reeixides. Va actuar en adaptacions de la BBC de  She Stoops to Conquer  i de diverses obres d'Alan Ayckbourn. També va aparèixer al telefilm nord-americà  I Heard the Owl Call My Name . Igualment, va realitzar un cameo com l'antropòleg Bronislaw Malinowski al telefilm de 1995 The Adventures of Young Indiana Jones: Treasure of the Peacock's Eye . El 1998, va treballar de nou al costat d'Albert Finney, aquesta vegada per al drama de la BBC A Rather English Marriage. El 2004, va participar en l'obra de Ben Steiner A Brief Interruption, que va ser transmesa per BBC Radio 4. També per a Radio 4, va interpretar The Domino Man of Lancashire, Maurice i Man in the Moon, transmeses el 2007.
El 2002, basant-se en una idea de Michael Godley, Courtenay va organitzar un espectacle titulat Pretending To Be Me basat en les cartes i escriptures del poeta Philip Larkin. L'espectacle va ser estrenat en West Yorkshire Playhouse a Leeds. Posteriorment va ser traslladat al Comedy Theatre al West End.
En 2007, Courtenay va aparèixer a dos films:  Flood i  La bruixola daurada  de Chris Weitz. El 2008, va sortir a l'adaptació de la BBC de  La petita Dorrit  i en l'edició nadalenca de The Royle Family.

### Vida personal
Courtenay va estar casat amb l'actriu Cheryl Kennedy des de 1973 fins a 1982. El 1988, es va casar amb Isabel Crossley, una directora d'escenari del Royal Exchange Theatre.

## Filmografia
| - La soledat del corredor de fons (1962) - Private Potter (1962) - Billy Liar (1963) - King & Country (1964) - Doctor Givago (1965) - King Rat (1965) - Operació Crossbow (1965) - The Boy from Mercury (1996) - Famous Fred (1996) - The Day the Fish Came Out (1967) - La nit dels generals (1967) - Otley (1968) - Sentència per a un dandi (1968) - One Day in the Life of Ivan Denisovich (1970) | - To Catch a Spy (1971) - The Dresser (1983) - Leonard Part 6 (1987) - Feliç any nou (1987) - Let Him Have It (1991) - The Last Butterfly (1991) - Whatever Happened to Harold Smith? (1999) - Last Orders (2001) - Nicholas Nickleby (2002) - La bruixola daurada (2007) - Flood (2007) - El quartet (2012) - Gambit (2012) - La societat literària i el pastís de pela de patata (2018) - The Aeronauts (2019) |

## Premis i nominacions

### Premis
- 1963: BAFTA a la millor nova promesa per La soledat del corredor de fons
- 1984: Globus d'Or al millor actor dramàtic per The Dresser

### Nominacions
- 1964: BAFTA al millor actor britànic per Billy Liar
- 1964: Copa Volpi per la millor interpretació masculina per King & Country
- 1965: BAFTA al millor actor britànic per King & Country
- 1966: Oscar al millor actor secundari per Doctor Givago
- 1984: Oscar al millor actor per The Dresser
- 1985: BAFTA al millor actor per The Dresser
- 2009: Primetime Emmy al millor actor secundari en minisèrie o telefilm per Little Dorrit